# ジェリコ・シュトラノヴィッチ
ジェリコ・シュトラノヴィッチ(モンテネグロ語ラテン文字表記： Željko Šturanović / キリル文字表記：Жељко Штурановић)は、2006年11月10日から2008年2月29日までモンテネグロの首相を務めた政治家。
1960年1月31日にニクシッチで生まれ、2014年6月30日にパリで亡くなった。
モンテネグロ社会主義者民主党に所属し、ミロ・ジュカノヴィッチ政権では法務大臣も歴任した。

## 生涯
1960年1月31日、ユーゴスラビア社会主義連邦共和国南西部のモンテネグロ社会主義共和国中央部のニクシッチで生まれた。
ミロ・ジュカノヴィッチ政権で法務大臣を務めた。
2006年10月3日にジュカノヴィッチが続投しない事を宣言すると、シュトラノヴィッチは社会主義者民主党の首相候補に選ばれた。
彼は普段与党に厳しい野党にすら歓迎された。
2006年11月10日、シュトラノヴィッチは首相に就任した。
2人の副首相を含む14人の大臣は42人中28人に承認され、同日宣誓を行った。
就任後、彼は肺癌と診断されたが、続投は可能と考えられた 。
当時、前任者のジュカノヴィッチが彼を補佐していた。
2007年3月15日、シュトラノヴィッチはEU加盟の前段階に当たる安定化・連合プロセスを開始した。
2008年1月31日、彼は健康上の理由で辞任した。
2月末にジュカノヴィッチが再任するまでシュトラノヴィッチは首相官邸に残った。
2014年6月30日、フランスのパリで亡くなった。